# ۱۳۱۴ (خورشیدی)
۱۳۱۴ هزار و سیصد و چهاردهمین سال هجری خورشیدی سالی عادی است.

## رویدادها
- ۱۵ آبان - تأسیس شرکت سهامی بیمه ایران، به عنوان اولین شرکت بیمه ایرانی
- ۲۱ تیر - واقعه مسجد گوهرشاد
- شهریور-  تغییر نام «دهکرد» به شهرکرد با تصویب فرهنگستان ایران
- ۱۷ دی - کشف حجاب، به فرمان رضا شاه به سر کردن چادر و چاقچور ممنوع می‌شود. در این روز رضاشاه به همراه ملکه پهلوی و دختران خود که برای نخستین بار چادر به‌سر نداشتند به دانشسرای دختران می‌روند و برای زنان و دختران ایران سخنرانی می‌کند.

تاسیس کارخانه قند مرودشت.

## زادروزها
- ۱۳ اردیبهشت - سید حسن فقیه امامی، فقیه، اصولی، مجتهد شیعه
- ۶ شهریور - مسعود ولدبیگی، چهره پرداز و بازیگر
- ۳۱ شهریور - پرویز یاحقی، نوازنده ویولن و آهنگ‌ساز ایرانی (مرگ ۱۳۸۵)
- ۲۰ مهر - صابر رهبر، هنرمند ایرانی که در زمینه‌های کارگردانی، تهیه کنندگی، بازیگری، فیلم‌برداری، نویسندگی، تدوینگری، فیلمنامه‌نویسی و سینماداری سابقه فعالیت دارد.[۱]
- ۲۴ آذر - جلال شباهنگی، گرافیست، نقاش و مجسمه‌ساز
- ۱۳ دی - غلامحسین ساعدی، نویسنده معاصر ایرانی (مرگ ۲ آذر ۱۳۶۴)
- ۱۶ دی - دالایی لاما، رهبر دینی بوداییان تبت.
- ۴ اسفند - صادق قطب‌زاده، سیاستمدار (اعدام ۱۳۶۱)
- ۵ اسفند - پروین میکده، بازیگر (درگذشت ۱۳۹۲)
- ۲۰ اسفند - منوچهر لشگری، نوازنده، آهنگساز

تاریخ نامشخص
- کاظم سامی، اولین وزیر بهداشت ایران پس از انقلاب ۱۳۵۷ (فوت ۱۳۶۷)
- حبیب‌الله پیمان، سیاستمدار ایرانی و دبیرکل جنبش مسلمانان مبارز
- حسن حاتمی، شاعر، نویسنده و پژوهشگر
- امیرناصر افتتاح، نوازنده
- پری امیرحمزه، بازیگر

## درگذشت‌ها
- ۲۹ آبان - حسن پیرنیا، معروف به مشیرالدوله، سیاستمدار، نویسنده و مورخ